# Nazarín
Nazarín är en mexikansk film från 1959 regisserad av Luis Buñuel och skriven av Buñuel tillsammans med Julio Alejandro, som bygger på Benito Pérez Galdós roman med samma namn. Filmen vann det internationella priset på filmfestivalen i Cannes år 1959.

## Handling
Filmen följer Nazario, en ung präst som tvingas lämna sitt prästskap på grund av falska anklagelser om okyskt och rebelliskt leverne. På hans pilgrimsfärd fördjupas hans tro, även om han utsätts för prövningar.